# Psychrophrynella iani
Espèce
Synonymes
- Phrynopus iani De la Riva, Reichle & Cortéz, 2007

Statut de conservation UICN

 DD  : Données insuffisantes
Psychrophrynella iani est une espèce d'amphibiens de la famille des Craugastoridae.

## Répartition
Cette espèce est endémique de la province de Larecaja dans le département de La Paz en Bolivie. Elle se rencontre à Tacacoma entre 3 000 et 3 500 m d'altitude dans la cordillère Orientale.

## Description
Cette espèce mesure de 11,6 à 19,9 mm.

## Étymologie
Le nom de cette espèce fait référence à Ian Yure Domic Cortéz, fils d'un des descripteurs.

## Publication originale
- De la Riva, 2007 : Bolivian frogs of the genus Phrynopus, with the description of twelve new species (Anura: Brachycephalidae). Herpetological Monographs, vol. 21, p. 241-277 (texte intégral).